# Односи Србије и Белгије
Односи Србије и Белгије су инострани односи Републике Србије и Краљевине Белгије.

## Билатерални односи
Званични дипломатски односи су успостављени 1886. године.
Премијер Краљевине Белгије Ив Летерм посетио је Србију фебруара 2010.
Председник Борис Тадић био је у посети Белгији јула 2010.

### Косово и Метохија
Белгија је признала једностарано проглашење независности Косова.
Белгија је гласала за пријем Косова у УНЕСКО приликом гласања 2015.

### Економски односи
- У 2020. години робна размена износила је укупно 761 милион америчких долара (извоз 227 милиона и увоз 534 милиона УСД).
- У 2019. години је реализована укупна размена у вредности од 712 милиона америчких долара (извоз 216 млн. и увоз 496 млн УСД).
- У 2018. години је реализована укупна размена у вредности од 689 милиона америчких долара (извоз 205 милиона и увоз 484 милиона УСД).[2][3]

### Дипломатски представници

#### У Београду
- Кати Бугенхаут, амбасадорка, 2022—
- Кун Адам, амбасадор, 2018—2022.
- Лео Даес, амбасадор, 2014—2018.
- Ален Кундики, амбасадор, 2011—2014.
- Дениз де Хаувер, амбасадор, 2006—2011.
- Лик Лебо, амбасадор, 2003—2006.
- Вилфрид Нартус, амбасадор, —2003.
- Жорис Кувре, амбасадор, 1997—
- Јан Матхјсен, отправник послова а потом и амбасадор, 1994—1997.
- Ален Гјом, амбасадор
- Жан Бланкер, амбасадор
- Андр Раи, амбасадор
- Жозеф Трувероа, амбасадор, —1983.
- Филип де Лидекерке, амбасадор
- Шарл Х. Милер, амбасадор
- Маркел Рејменанс, амбасадор, 1966—1971.
- Жорж Делкоањ, посланик, 1945—1957.
- Виконт Ален Обер де Тијазис, посланик, од 1939.
- Геофрои д' Аспремонт Линден, отправник послова, 1931.
- гроф Ромпе де Вишне, посланик, 1931.
- Адемар Делкоањ, посланик, 1919—
- Морис Мишот де Веле, посланик, 1907—
- Вернер де Јехај, ген. конзул и посланик, 1901—1903.
- Ерембол де Дидзел, посланик, 1890—1898.
- П. Бартхолејнс де Фоселар, посланик, 1885—
- Емил де Борхграве, отпр. послова и ген. конзул, 1879—
- Жил Мате, ген. конзул

#### У Бриселу
Амбасада Републике Србије у Бриселу (Белгија) радно покрива Луксембург.
- Александар Тасић, амбасадор, 2022—
- Марина Јовићевић, амбасадор, 2017—2021.
- Весна Арсић, амбасадор, 2012—2017.
- Радомир Диклић, амбасадор, 2008—2012.
- Александар Тасић, отправник послова
- Милица Пејановић-Ђуришић, амбасадор, 2004—2006.
- Зоран В. Поповић, амбасадор, —2003.
- Никола Чичановић, амбасадор, 1997—
- Драган Момчиловић, отпр. послова, 1991—1997.
- Кузман Димчевски, амбасадор, 1987—
- Гавра Поповић, амбасадор, 1984—1987.
- Есад Церић, амбасадор, 1979—1983.
- Славољуб Ђера Петровић, амбасадор, 1975—1979.
- Рикард Штајнер, амбасадор, 1972—1975.
- Милош Лаловић, амбасадор, 1967—1971.
- Стане Павлич, амбасадор, 1963—1967.
- Станислав Копчок, амбасадор
- Вјекослав Прпић, амбасадор, 1958—1963.
- Михаило Јаворски, амбасадор, 1956—1958.
- Маријан Баришић, посланик а затим и амбасадор ФНРЈ, 1953—1956.
- Лазар Латиновић, амбасадор,1950 — 1953.
- Драгутин Ђурђев, посланик, 1949—1950.
- Мире Анастасов, амбасадор, 1945—1948.
- Владимир Милановић посланик код белгијске владе од 6. септембра 1943.
- Миодраг Лазаревић, посланик, 1939—1940.
- Бранко Лазаревић, посланик, 1938—1939.
- Павле Каровић, посланик, 1936—1938.
- Петар Пешић, посланик, 1931—1935.
- Милан Ђ. Милојевић, посланик, 1930—1931.
- Петар Пешић, посланик, 1929—1930.
- Отокар Рибар, посланик, 1922—
- Јован Т. Марковић, посланик, 1919—  (све до завршетка Првог светског рата Србију је представљало посланство у Паризу)

##### Сталне мисије у Бриселу
У Бриселу се такође налазе стална мисја Србије при Европској унији и стална мисја Србије при НАТО-у.